# Салазар Слидерин
Салазар Слидерин е герой от поредицата Хари Потър.
Той е основател на един от четирите дома във Хогуортс.
По-късно той се отдалечава от другите създатели на домове и създава тайна стая, която се намира в момичешката тоалетна на вторият етаж в„Хогуортс“ местообитанието и място където е умряла на Стенещата Миртъл. Тази стая се нарича „Стаята на тайните“. В нея можеш да влезеш след като кажеш на змийски език „Отвори се!“. Вътре в стаята на тайните се намира чудовището на Слидерин – Базилиска.
Той е бил доста критичен и е изисквал неговите ученици да са по-добри от другите. Задължително е било да бъдат от чистокръвен магьоснически произход.
Основател е на дома „Слидерин“. Ръководител на дома е проф. Сивиръс Снейп, а по-късно на негово място е проф. Хорас Слъгхорн.